# أرتي ويلسون
أرتي ويلسون (بالإنجليزية: Artie Wilson)‏ هو لاعب كرة قاعدة أمريكي، ولد في 28 أكتوبر 1920 في سبرينغفيل في الولايات المتحدة، وتوفي في 31 أكتوبر 2010 في بورتلاند في الولايات المتحدة بسبب مرض آلزهايمر.

## وصلات خارجية
- أرتي ويلسون على موقعبيزبول رفرنس.كوم (الدوري الرئيسي) (الإنجليزية)
- أرتي ويلسون على موقعبيزبول رفرنس.كوم (الدوري الثانوي) (الإنجليزية)
- أرتي ويلسون على موقع مشجعي الرسوم البيانية (الإنجليزية)